# Johanna Melber
Johanna Maria Melber (* 12. Februar 1734 in Frankfurt am Main; † 7. November 1823 ebenda) war eine Frankfurter Bürgerin. Johann Wolfgang von Goethe setzte seiner lustigen Tante Melber in Aus meinem Leben. Dichtung und Wahrheit ein literarisches Denkmal.

## Leben
Johanna Maria Melber war das zweite von fünf Kindern des Frankfurter Bürgermeisters und Stadtschultheißen Johann Wolfgang Textor und seiner Frau Anna Maria Lindheimer. Wie ihre ältere Schwester Catharina Elisabeth, die Mutter Johann Wolfgang Goethes, erhielt sie keine aufwändige Erziehung, sondern wurde jung mit einem angesehenen Frankfurter Bürger verheiratet. Die Trauung mit dem Materialienhändler Georg Adolf Melber (1725–1780) fand am 11. November 1751 in Frankfurt am Main statt.
Johanna Melber bewohnte mit ihrer Familie das Haus Zum Esslinger am Hühnermarkt in der Altstadt, damals einer der belebtesten Plätze Frankfurts. Das Gebäude zählte bis zu seiner Zerstörung beim Luftangriff am 22. März 1944 zu den bekanntesten Bürgerhäusern Frankfurts. Seine Reste wurden 1950 abgerissen, Teile der barocken Fassade sind bis heute erhalten. Im Zuge des Dom-Römer-Projekts wurde das Haus wiederaufgebaut und im Mai 2018 der Bevölkerung vorgestellt. Es wird seit 2019 durch das Struwwelpetermuseum genutzt.
Goethe beschrieb seine Tante in Dichtung und Wahrheit als lebhaft, warmherzig und kinderfreundlich. Als sein Vater das goethesche Haus am Großen Hirschgraben 1755 umbauen ließ, wohnten Johann Wolfgang und seine Schwester Cornelia zeitweise bei ihrer Tante. Johanna Melber wurde Mutter von 11 Kindern, von denen nur vier sie überlebten. Nachdem Georg Adolf Melber 1780 verstorben war, half ihre Schwester Catharina Elisabeth Goethe der Witwe und ihren unversorgten Kindern mit einem Darlehen aus. 1788 verkaufte Johanna Melber das Haus zum Esslinger und die Materialienhandlung.
Goethe besuchte seine Tante bei seinen Aufenthalten in Frankfurt 1783, 1797 und 1815 und stand bis ins hohe Alter mit ihr in einem freundlichen Briefwechsel. 
Ihre Tochter Marianne Margaretha (1772–1797) heiratete 1792 den Arzt Johann Georg Neuburg. Ihr jüngster Sohn Georg Melber (1773–1824) studierte Medizin und wurde 1803 Stadtgeburtshelfer in Frankfurt. Als Hausarzt betreute er Catharina Elisabeth Goethe bis zu ihrem Tode 1808. 
Nach Johanna Melber ist der Johanna-Melber-Weg in Sachsenhausen benannt.